# Herb obwodu samarskiego

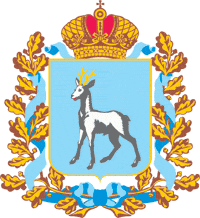
Herb obwodu samarskiego

Herb obwodu samarskiego jest symbolem regionu Samara. Przyjęty w dniu 13 października 1998 roku.
Herb obwodu samarskiego jest symbolem społecznym, historycznym i statusu administracji publicznej. Przedstawia on obraz srebrnego dzikiego kozła, stojącego lewą stroną, ze złotymi rogami, szkarłatnymi oczami i językiem, z czarnymi kopytami, umieszczony na tarczy herbowej koloru lazurowego. Tarczę wieńczy cesarska korona otoczona złotym gałęziami dębu, przeplecionymi z błękitną wstęgą andrzejewską.
Srebrny kolor kozła na lazurowej tarczy budzi zaufanie i szacunek dla jego cichej siły. Wizerunek tego zwierzęcia w heraldyce i symbolice życia nie ustępuje wizerunkom orła i lwa. Nawet w starożytności kozioł był symbolem lidera, przywódcy, był ucieleśnieniem niewzruszonej mocy. Liście dębu z żołędziami – to symbol pełni sił. Wstęga andrzejewska, na której nosi się najwyższe rosyjskie odznaczenie Order św. Andrzeja Apostoła Pierwszego Powołania, ustanowiony przez Piotra Wielkiego – podkreśla przynależność do rosyjskiego regionu Samary.
Kolory według zasad heraldyki prezentują zalety:
- złoty symbolizuje bogactwo, siłę, wierność i stałość
- srebrny (może być zastąpiony kolorem białym) – czystość moralną
- niebieski – wielkość, piękno, jasność
- szkarłatny – odwaga, bohaterstwo, ofiarność

## Galeria

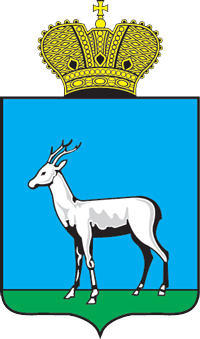
Herb Samary – podstawa opracowania herbu regionu
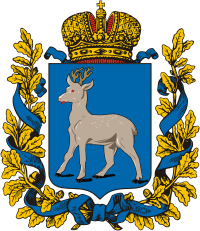
Herb guberni samarskiej